# آستروسیتوز
آستروسیتوز (انگلیسی: Astrocytosis) یا آستروگلیوز یا اختریاختگی، به افزایش غیرطبیعی تعداد آستروسیت‌ها به دلیل تباهی یاخته عصبی جانبی، درنتیجهٔ آسیب دستگاه عصبی مرکزی، سکته مغزی، ایسکمی، عفونت، خودایمنی یا بیماری‌های نابودکنندهٔ دستگاه عصبی گفته می‌شود. در بافت عصبی سالم، آستروسیت‌ها نقش مهمی در تامین انرژی، تنظیم جریان خون، هموستازی مایع خارج سلولی، هموستازی یون‌ها و فرستنده‌های عصبی، و تنظیم عملکرد سیناپس و بازسازی سیناپسی دارند. در پدیده آستروگلیوز،در بیان مولکولی و مورفولوژی آستروسیت ها را تغییر ایجاد می شود و باعث تشکیل صدمه ی بافت عصبی (scar) و در موارد شدید، مهار بازسازی آکسون می شود.